# Ruun
Ruun este cel de-al nouălea album de studio al formației Enslaved.
Cu acest album Enslaved a câștigat a doua oară premiul Spellemannprisen (cel mai important premiu muzical din Norvegia) la categoria "Cel Mai Bun Album Metal". Este primul album al formației care intră în topul norvegian.
Revista Terrorizer a clasat Ruun pe locul 2 în clasamentul "Cele mai bune 40 de albume ale anului 2006".

## Lista pieselor
1. "Entroper" - 06:21
2. "Path To Vanir" - 04:25
3. "Fusion Of Sense And Earth" - 05:00
4. "Ruun" - 06:49
5. "Tides Of Chaos" - 05:16
6. "Essence" - 06:18
7. "Api-Vat" - 06:57
8. "Heir To The Cosmic Seed" - 04:55

## Personal
- Grutle Kjellson - vocal, chitară bas
- Ivar Bjørnson - chitară
- Ice Dale - chitară
- Cato Bekkevold - baterie
- Herbrand Larsen - sintetizator

## Clasament
| Țara     | Poziția |
| -------- | ------- |
| Norvegia | 23      |